# Pasithea
Pasithea är den yngsta av gracerna, som i grekisk mytologi är gudinnorna över charm, natur och fertilitet. Enligt vissa källor är Pasithea dotter till Zeus och enligt andra till Hera och Dionysus. Hon är maka till Hypnos, sömnguden.